# Senses Fail

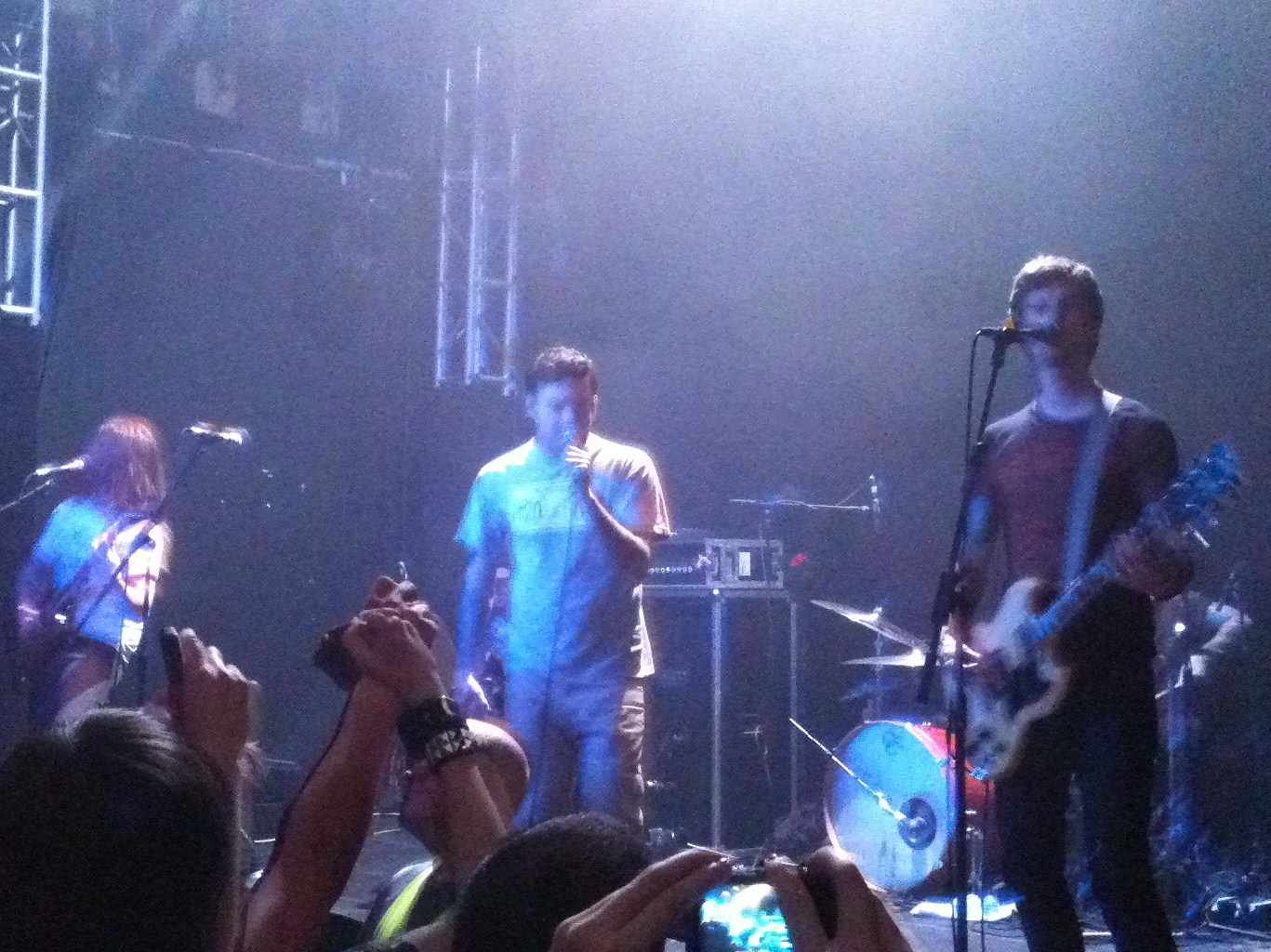
Sense Fail in 2011

Senses Fail is een Amerikaanse band uit Ridgewood, New Jersey. Hun stijl is een mengeling van punk, emo en screamo. De band werd opgericht in 2002.

## Bezetting

### Huidige bandleden
- James "Buddy" Nielsen - zanger
- Garrett Zablocki - gitarist
- Heath Saraceno - gitarist
- Mike Glita - bassist
- Dan Trapp - drummer

### Voormalige bandleden
- Dave Miller - gitarist
- James Gill - bassist

## Biografie
Senses Fail startte nadat zanger James "Buddy" Nielsen een zoekertje op het internet had gezet om muzikanten te vinden om mee samen te spelen. Hierop kwam reactie van drummer Dan Trapp, die ook nog gitaristen Garrett Zablocki en Dave Miller meebracht. Bassist Mike Glita, ex-drummer van Tokyo Rose, kwam later bij de groep.
Hun eerste ep, From the Depths of Dreams, kwam in 2002 uit bij ECA Records. Deze werd heruitgebracht door Drive-Thru Records in 2003. Hun debuutalbum Let It Unfold You kwam in 2004 uit bij Vagrant Records.
In 2005 verliet Dave Miller de band. Hij werd vervangen door Heath Saraceno, oud-gitarist-zanger van Midtown.
Het tweede album Still Searching kwam in 2006 uit en aansluitend speelde de band Taste of Chaos-tournee, die hen door Europa, Australië en de Verenigde Staten voerde.

## Discografie

### Albums
- Let It Enfold You - 2004
- Still Searching - 2006
- Life Is Not a Waiting Room - 2008
- The Fire - 2010
- Renacer - 2013
- Pull the Thorns from Your Heart - 2015
- If there is light, it will find you - 2018

### Ep's
- From the Depths of Dreams - 2002 (heruitgebracht in 2003)
- In Your Absence - 2017